# Viện Hàn lâm Khoa học Uzbekistan

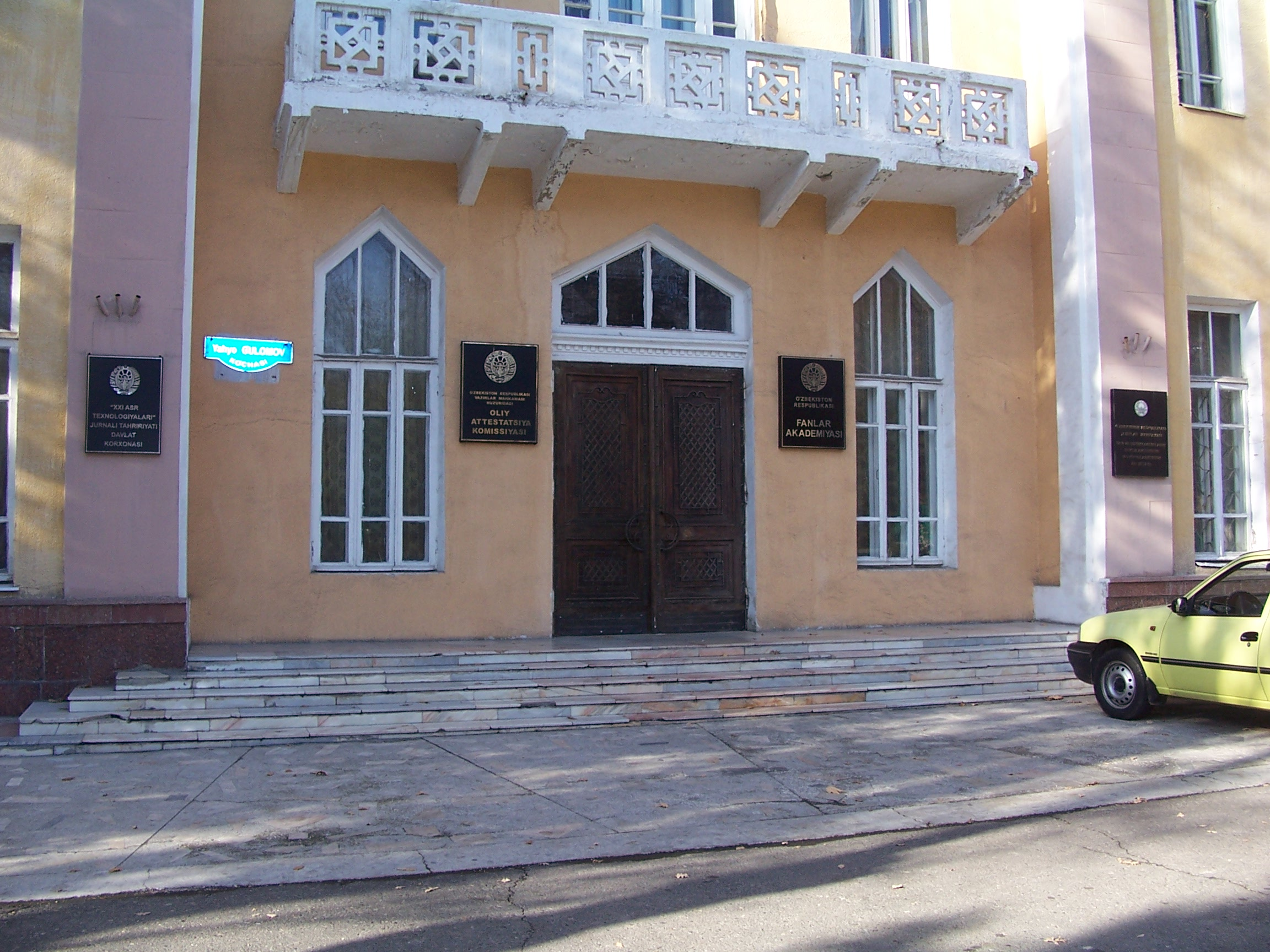
Cửa vào chính của Viện

Viện Hàn lâm Khoa học Uzbekistan (tiếng Uzbek: Oʻzbekiston Respublikasi Fanlar akademiyasi, Ўзбекистон Республикаси Фанлар академияси) là tổ chức khoa học chính của nước Cộng hòa Uzbekistan. Viện phối hợp nghiên cứu trong tất cả các lĩnh vực khoa học và công nghệ. Viện được thành lập năm 1943 với tư cách là Viện Hàn lâm Khoa học của nước Cộng hòa Xã hội chủ nghĩa Xô viết Uzbekistan.
Sau sự sụp đổ của Liên Xô, Viện có tên là Viện Hàn lâm Khoa học Uzbekistan.
Viện là thành viên quốc gia của Hội đồng Khoa học Quốc tế (ISC) , và của Hội đồng Quốc tế về Khoa học (ICSU) trước đây.

## Thành viên
Viện hiện có 155 thành viên gồm 49 viện sỹ:và 106 thành viên thông tấn.
Với hơn 50 tổ chức và tổ chức nghiên cứu khoa học, viện là tổ chức khoa học lớn nhất ở Uzbekistan.
Chủ tịch từ 2006 đến nay là Solixov Shavkat Ismoilovich.